# Silir
Silir is een bestuurslaag in het regentschap Kediri van de provincie Oost-Java, Indonesië. Silir telt 2691 inwoners (volkstelling 2010).